# Ziduri și mâini
Ziduri și mâini este un film românesc din 1974 regizat de Mircea Săucan.